# Denver and Salt Lake Railway
| Denver and Salt Lake Railway | Denver and Salt Lake Railway                                                |
| ---------------------------- | --------------------------------------------------------------------------- |
|                              |                                                                             |
| Streckenlänge:               | Denver–Craig: 461 km Dotsero-Cutoff: 66 km Rollins-Pass: 52 km              |
| Spurweite:                   | 1435 mm (Normalspur)                                                        |
| Maximale Neigung:            | Strecke durch Moffat-Tunnel: 20 ‰ ehemalige Strecke über Rollins-Pass: 40 ‰ |
|                              |                                                                             |

Die Denver and Salt Lake Railway war eine Bahngesellschaft in den USA, die auf die Denver, Northwestern and Pacific Railway (DNW&P) zurückgeht, die am 18. Juli 1902 von David Moffat und anderen Geschäftsleuten aus der Region gegründet wurde. Sie sollte der Stadt Denver in Colorado eine direkte Verbindung nach Westen bringen, nachdem sie weder von der nördlich über Cheyenne verlaufenden Union Pacific Railroad (UP) noch von der südlich über Pueblo verlaufenden Denver and Rio Grande Western Railroad (D&RGW) bedient wurde. Die Gesellschaft sollte von Denver nach Salt Lake City im Bundesstaat Utah eine Eisenbahn bauen. Nach dem Tode Moffats am 2. Mai 1912 kam sie unter Konkursverwaltung und wurde am 30. April 1913 als Denver and Salt Lake Railroad wieder neu gegründet. Ende 1926 wurde sie in Denver and Salt Lake Railway umbenannt.

## Geschichte

### Streckenbau unter David H. Moffat
An der Gründung der Denver, Northwestern and Pacific Railway waren David Moffat und seine Partner Walter S. Cheesman, William G. Evans, Charles J. Hughes, Jr., George E. Ross-Lewin, S.M. Perry und Frank P. Gibson beteiligt. Die Bauarbeiten begannen am 18. Dezember 1902.

#### Ostrampe

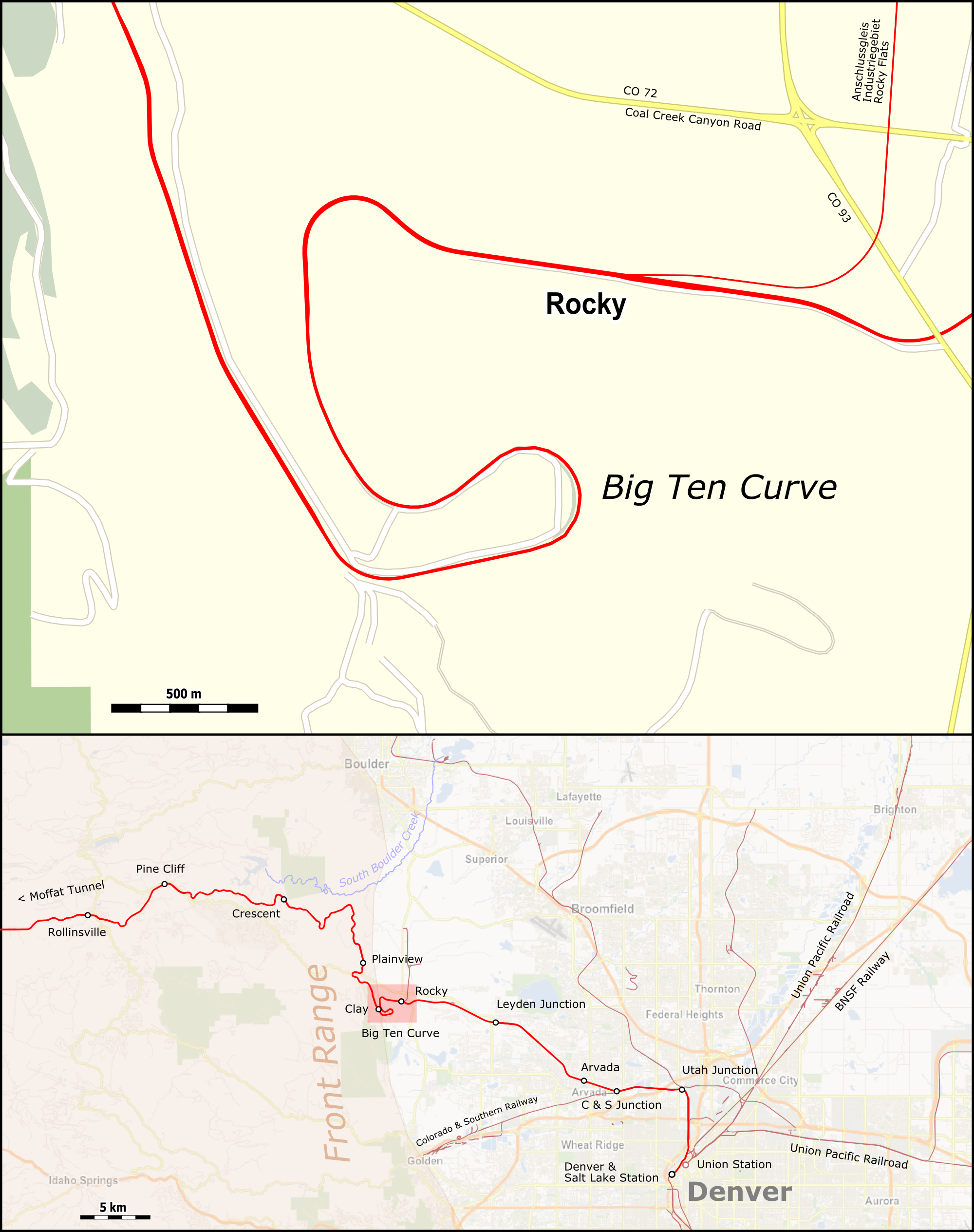
Lagekarte der Big Ten Curve

Die vom Chefingenieur H.A. Sumner gewählte Linienführung verlässt Denver in nordwestlicher Richtung und wird westlich der Stadt zur Gebirgsbahn mit Steigungen bis 20 ‰. Bevor sie auf die Front Range trifft, holt die Strecke in einer weiten Schleife, der Big Ten Curve, aus, um Höhe zu gewinnen. Sie folgt dann in nördlicher Richtung etwa neun Kilometer dem Gebirgszug, bis sie nach Westen in den South Boulder Canyon einbiegt.
Die Gleise erreichten das Ende des Tals erst 1903 westlich von Tolland. Die Strecke weist zwischen Denver und Tolland 30 Tunnel auf, die auf dieser Strecke näher zusammen liegen als auf jeder anderen Bahnstrecke der USA.

#### Rollins-Pass

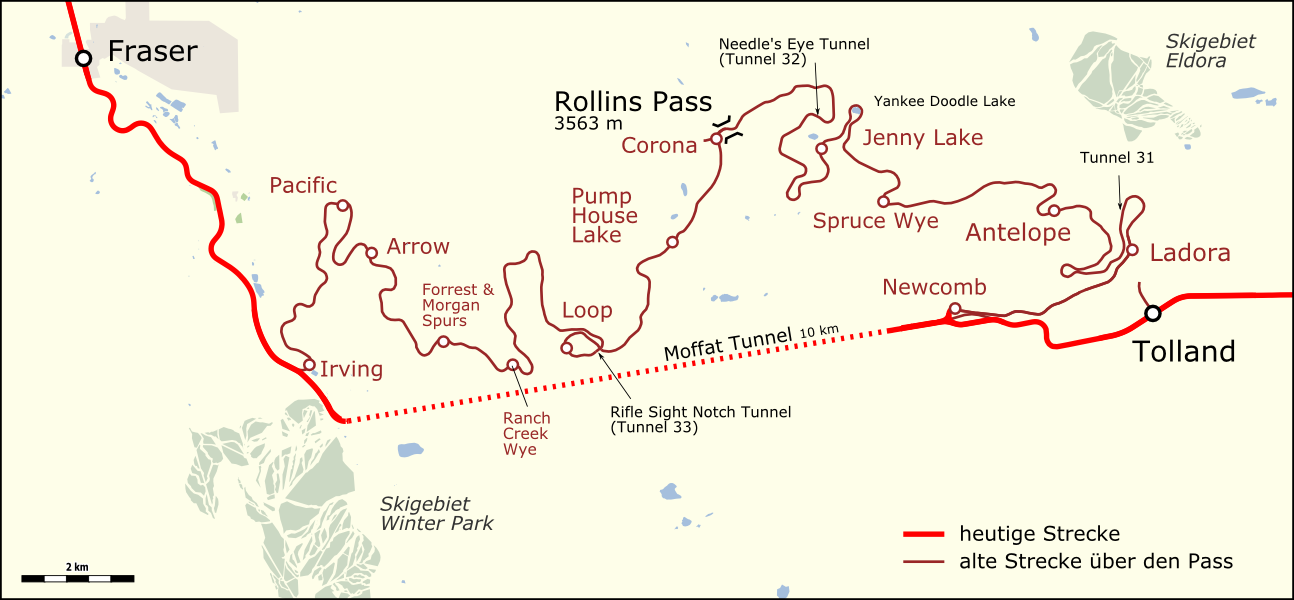
Karte des Moffat-Tunnels und der alten eingestellten Strecke über den Rollins-Pass

Der Passhöhe des über die nordamerikanische kontinentale Wasserscheide führenden Rollins-Passes liegt in der Nähe von Corona auf 3563 m über Meer. Moffat plante den Bau eines Scheiteltunnels, konnte aber das Bauwerk nicht finanzieren, weshalb die Gleise der DNW&P die Passhöhe mit einem große Steigungen aufweisenden Trassee erklommen, das Schnee und Lawinen ausgesetzt war. Die Strecke über den Pass war 37 km lang und wies in vielen Abschnitten die Höchststeigung von 40 ‰ auf. Die Strecke über den Pass wies drei weitere Tunnel auf. Diese waren der Tunnel 31 ohne Namen, der Needle’s Eye Tunnel (deutsch: „Nadelöhr-Tunnel“) mit der Nummer 32 etwa anderthalb Kilometer östlich der Passhöhe und der Tunnel Nummer  33, genannt Rifle Sight Notch Tunnel (deutsch: „Gewehrvisier-Scharten-Tunnel“, nach der Scharte, die ähnlich einem Korn in dem an eine Kimme erinnernden Tal stand) auf der Westseite des Passes, wo die Trasse in einer Kreiskehrschleife geführt wurde.
Die Strecke über den Rollins-Pass war die höchstgelegene normalspurige Hauptstrecke, die jemals in Nordamerika gebaut wurde. Auf der Passhöhe wurde der Bahnhof Corona mit Restaurant und Übernachtungsmöglichkeit eingerichtet, welcher den Bahnarbeitern diente, welche die Strecke im Winter offen halten mussten. Ein Gleisdreieck diente dem Wenden von Lokomotiven. Bei starkem Schneefall blieben im Winter Züge oft tagelang blockiert. Der dauernde Kampf mit dem Schnee machte den Betrieb der Strecke unrentabel.
Der Bau der Strecke kostete 75.000 US-Dollar pro Meile und verschlang mit rund 14 Millionen Dollar das gesamte Vermögen des am 18. März 1911 verstorbenen Moffat.

#### Am Colorado River
Die Strecke war 1904 bis Arrow  fertiggestellt. Im Frühjahr 1905 reichten die Gleise bis Fraser. Weitere Stationen waren Tabernash, Granby, Hot Sulphur Springs, Byers Canyon und Parshall am Eingang zum Williams Fork Canyon. Im Juli 1906 erreichte man Kremmling, Colorado. Dort wandten sich die Gleise nach Westen durch den Gore Canyon weiter nach Radium durch das Tal des Colorado River, bis bei State Bridge ein Anschluss an damals vorhandene Strecken zustand kam.  Im Winter 1909 erreicht man Steamboat Springs. 1913 war die Grenze zwischen Colorado und Utah bei Craig im Moffat County, Colorado erreicht.
Die DNW&P wurde nach dem Tode Moffats am 2. Mai 1912 unter Konkursverwaltung gestellt und wurde am 30. April 1913 als Denver and Salt Lake Railroad wiedergegründet, die am Ende 1926 zur Denver and Salt Lake Railway wurde.

### Moffat-Tunnel
Der 1927/1928 erbaute Moffat-Tunnel unterquert die Wasserscheide im Norden des Zentrums Colorados. Er schuf Denver eine Westverbindung durch die Rocky Mountains zwischen Cheyenne im Norden und Pueblo im Süden, die beide schon Bahnverbindungen nach Westen hatten. Dieser 6,2 Meilen (10 km) lange Tunnel liegt am Scheitelpunkt 9239 Fuß (2.816 m) über dem Meer. Der James Peak ist der nächste, nördlich liegende Gipfel. 50 Meilen westlich von Denver tritt die Bahnstrecke aus der Bergkette heraus und trifft auf die von D. H. Moffat 1902 gebauten Gleise. Der Tunneldurchschlag erfolgte am 7. Juli 1927, der Tunnel wurde formal am 26. Februar 1928 an die D&SL übergeben. Der Tunnel verkürzte die Bahnstrecke zwischen Denver und dem Pazifik um 176 Meilen (238 km) und somit um mehr als vier Stunden Fahrzeit. Bei seinem Bau starben 28 Arbeiter durch Unfälle. Der Bau kostete 15,6 Millionen Dollar.
Der Moffat-Eisenbahntunnel, die Lüftungsanlagen und Zufahrten zu den Portalen waren im Eigentum der The Moffat Tunnel Improvement District, einer durch die anliegenden Counties gegründeten Körperschaft. The Moffat Tunnel Improvement District finanzierte den Tunnel mit öffentlichen Anleihen, die 1983 abbezahlt waren. Dafür erhob sie eine Steuer von den Anliegern und Miete bzw. Nutzungsgebühren vom jeweiligen Betreiber der Eisenbahnstrecke. The Moffat Tunnel Improvement District löste sich 1998 auf, der Eisenbahntunnel ist im Eigentum des Bundesstaates Colorado.
Der 1926 auf 99 Jahre abgeschlossene Nutzungsvertrag wurde vom Bundesstaat Colorado und der Union Pacific Railroad Ende 2024 zunächst freihändig verlängert, ehe beide 2025 einen neuen Nutzungsvertrag mit einer Laufzeit von 25 Jahren unterzeichneten. Der Bundesstaat verzichtete auf Nutzungsgebühren für den Moffat-Tunnel und erhielt von Union Pacific ein Easement für eine Strecke in der Stadt Denver. Vereinbart wurde die erweiterte Nutzung des Moffat-Tunnels für Reisezüge über die bestehenden Zugleistungen, Amtraks „California Zephyr“ und dem im Auftrag des Winter Park Resort während der Skisaison nach Winter Park verkehrenden „Winter Park Express“, hinaus: Bis zu drei tägliche Züge des „Colorado Mountain Rail“ von Denver in die Wintersportorte entlang der Strecke können ab 2026 verkehren.

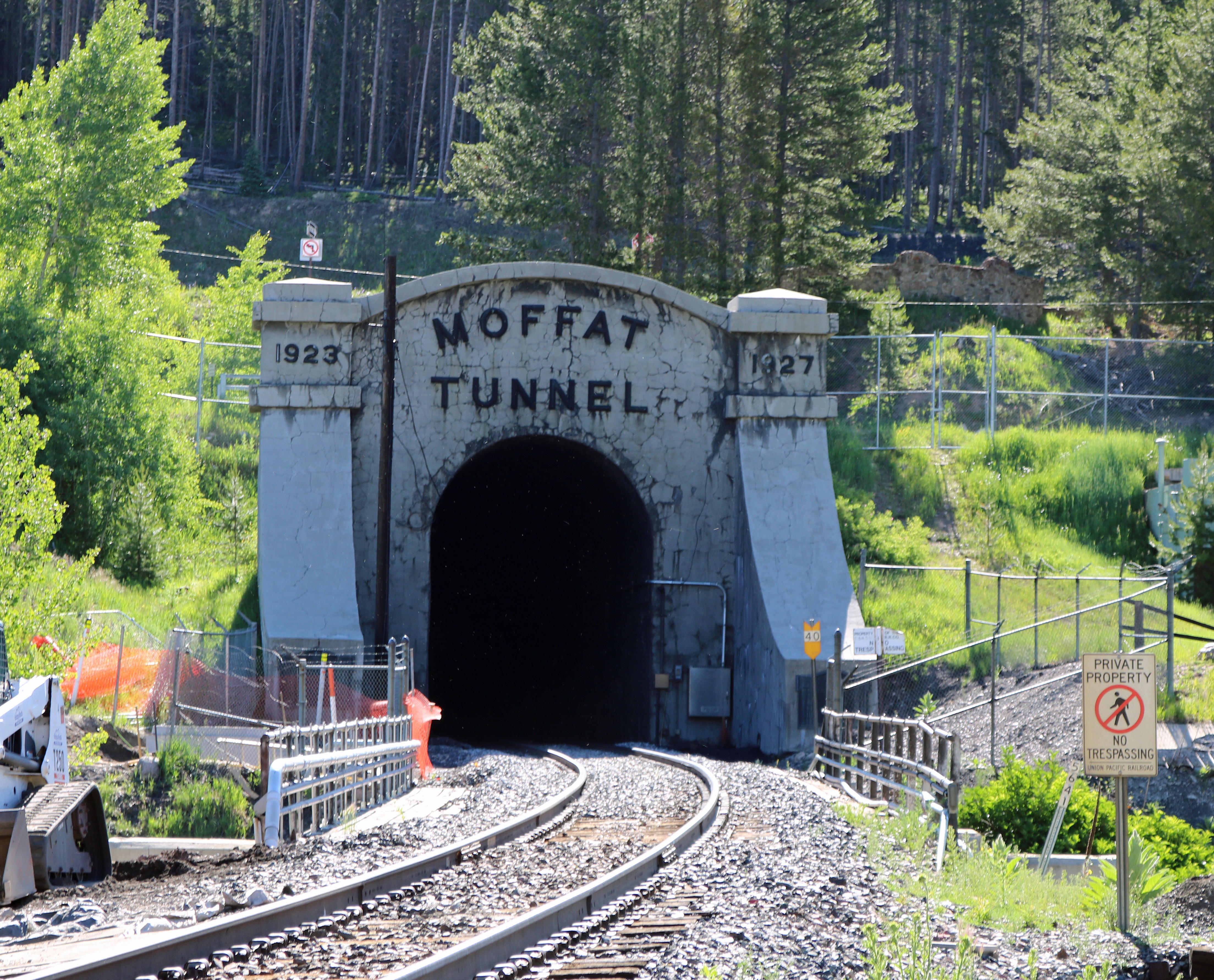
Westportal
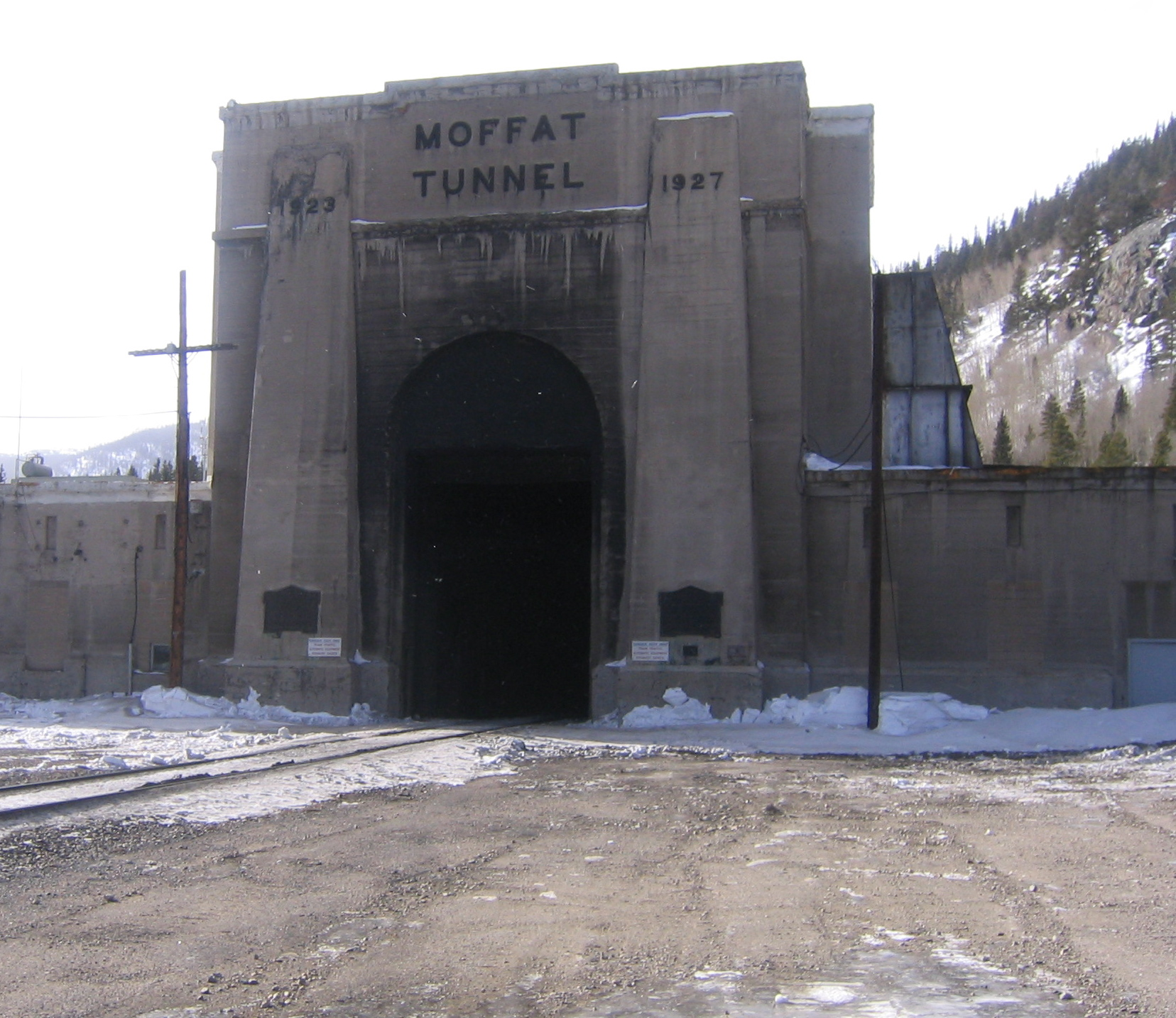
Ostportal

### Dotsero-Cutoff
Die Denver and Salt Lake Railroad wurde bei der Umorganisation 1926 zur Denver and Salt Lake Railway. 1931 erwarb die Denver and Rio Grande Western Railroad die Denver and Salt Lake Western Railroad – eine Untergesellschaft der Denver and Salt Lake Railroad (D&SL), der die Rechte zum Bau der 40 Meilen (64 km) langen Verbindung der beiden existierenden Strecken gehörte. Nachdem die D&RGW die D&SL systematisch ignoriert hatte, erwarb sie die Betriebsrechte von Denver bis zum neuen Einschnitt, dem Dotsero-Cutoff. 1932 begann die D&RGW Bauarbeiten der Linie am Dotsero-Cutoff von Dotsero im Osten von Glenwood Springs, Colorado bis Bond am Colorado River, wo sie in einem Ort namens Orestod endete (Dotsero rückwärts buchstabiert). Der Ort Dotsero war schon 1890 an einer Normalspurstrecke von Glenwood Springs her entstanden. Mit der Fertigstellung dieser Strecke 1934 hatte Denver endlich seine transkontinentale Eisenbahnverbindung nach Westen.
Die D&RGW war nach dieser Kraftanstrengung 1935 bankrott. 1947 kam eine Fusion mit der D&SL, so dass die neue Gesellschaft am 3. März 1947 wieder die Moffat Linie durch den Moffat Tunnel und die Zweiglinie von Bond nach Craig besaß.

## Moffats Erbe
Obwohl Moffat von Zeitgenossen als vergeblicher Träumer angesehen wurde, wird er heute „als seiner Zeit voraus“ geschätzt. Sein Erbe beinhaltet die Denver and Rio Grande Western Railroad als späteren Teil der Union Pacific Railroad, die alle anderen Eisenbahnstrecken in Colorado überdauert hat. Anders geht es der Rollins-Pass-Strecke, von der nur ein Teil als Zufahrt zum Moffat-Tunnel in Betrieb ist, die von Denver bis Phippsburg als Moffat Tunnel Subdivision weiterlebt.

## Referenzen auf Englisch
- Athearn,  Robert G.: The Denver and Rio Grande Western Railroad: Rebel of the Rockies. University of Nebraska Press, 1977.
- Boner, Harold: The Giant’s Ladder. Kalmbach Publishing Co. Milwaukee WI 1962.
- Griswold, P. R.: David Moffat’s Denver, Northwestern and Pacific: The Moffat Road. Rocky Mountain Railroad Club, Denver, Colo. 1995, ISBN 0-9620707-2-6.
- Lawrence Lewis: A Feat In Railroad Building: A New Road Over The Rocky Mountains From Denver To Salt Lake. In: The World’s Work: A History of Our Time. Band XI, November 1905, S. 6859–6870.mit vielen Fotos von 1905
- Rolf Stumpf: Moffat’s Unvollendete. In: Eisenbahnen in Nordamerika (3). EK-Verlag GmbH, ISSN 0170-5288, S. 52–57.